# Nuncia pallida
Nuncia pallida är en spindeldjursart som beskrevs av Forster 1954. Nuncia pallida ingår i släktet Nuncia och familjen Triaenonychidae. Inga underarter finns listade i Catalogue of Life.